# Кисак на Лоари
Кисак на Лоари (фр. Cussac-sur-Loire) насеље је и општина у централној Француској у региону Оверња, у департману Горња Лоара која припада префектури Пиј ан Веле.
По подацима из 2011. године у општини је живело 1702 становника, а густина насељености је износила 165,73 становника/km². Општина се простире на површини од 10,27 km². Налази се на средњој надморској висини од 660 метара (максималној 1.069 m, а минималној 647 m).

## Демографија
| 1962. | 1968. | 1975. | 1982. | 1990. | 1999. | 2011. |
| ----- | ----- | ----- | ----- | ----- | ----- | ----- |
| 357   | 456   | 686   | 1.165 | 1.358 | 1.376 | 1.702 |

График промене броја становника у току последњих година